# 出場停止
出場停止（しゅつじょうていし）は、主にスポーツにおいて競技者に対して直近の1ないし数試合に出場する事を禁じる処分のことである。
悪質なプレーや著しい違反行為、不祥事などが起こった場合に課される。出場停止の試合数（期間）はその悪質度に応じて決められるのが通例であるが、サッカーのようにルール化されている競技も存在する。また極めて悪質な場合、無期限もしくは永久の出場停止となるケースもある。
ゴルフやボクシングなどのライセンス制競技の場合、「資格停止」と表現することが多い。競馬の場合は「騎乗停止」と表現する。

## 競技別の出場停止

### サッカー
サッカーにおいては国際サッカー連盟（FIFA）の規定より、退場処分（レッドカード）あるいは累積警告（イエローカード）となった場合に1試合の出場停止が課される。
FIFA主催及びそれに準ずる大会では退場あるいは累積警告2度で1試合出場停止となる。FIFAワールドカップにおいては準決勝で累積警告2度になった場合は次の試合（決勝戦または三位決定戦）に持ち越されないが、退場の場合は適用される。
国内リーグではそれぞれのリーグごとで扱いが異なっている。Jリーグにおける出場停止は、Jリーグにおける選手の出場諸条件#累積警告による出場停止を参照のこと。
プレミアリーグの場合累積警告5度と8度でそれぞれ翌試合より1試合、12度で3試合出場停止。警告2回による退場の場合は翌々の試合より1試合、一発退場の場合3試合出場停止となる。
より悪質なプレーや違反行為などは、上記とは別に一定期間の出場停止を課しており、リーグ及び内容によっては執行猶予付き出場停止処分もある。2008年の中華人民共和国の地域リーグで審判のイエローカードとレッドカードを取り上げた上、第4審判のマッチリポートも奪う行為に出た選手が10年間出場停止となった事例がある。

### バスケットボール
Bリーグにおいては、懲罰規定第5条において、出場停止となる試合数が規定されている。
- 失格・退場を命じられたもの（ディスクオリファイイング・ファウルや1試合にアンスポーツマンライク・ファウル、テクニカルファウルをいずれか2回またはそれぞれ1回宣告された場合）→シーズン1回目は最低1試合、2回目以降は最低2試合

- アンスポーツマンライク・ファウル、テクニカルファイルを累積2回以上行った場合→シーズン1回目は最大1試合で、繰り返した場合最大2試合。

- それ以外の不正行為の場合、事例ごとに1試合～無期限の出場停止が規定されている。

かつて行われていたプロバスケットボール・bjリーグにおいては、「ルールブックArt33. 罰金と出場停止」にて出場停止の記述が記されていた。
暴力行為やスポーツマンらしくない振舞いにより失格・退場を宣告された場合、そのレベルに応じた出場停止が命じられる。レベル及び出場停止となる試合数は以下の通り。
1. レベル1：スポーツマンらしくない行為（ハードファウルを含む）。→最低1試合
2. レベル2：極めて危険な行為や相手チームを侮辱、審判に対して、失礼な態度で話しかけたり身体接触を起こす。→最低2試合
3. レベル3：観客、他の競技者、チーム関係者やゲームに関係している者に対する乱暴な行為。→最低4試合

試合中にはわからなくても、試合後に上記の行為が発覚した場合や、試合終了後に非紳士的な口調で審判に話しかけた場合も出場停止の対象となる。

### テニス
テニスにおいては「サスペンション・ポイント」と呼ばれる制度が適用されている。
何らかの違反行為（コード・バイオレーション）があった場合にその悪質度に応じたサスペンション・ポイントが加算され、同一レギュレーションの一定期間内に決められたポイント数に達した場合に一定大会数の出場停止が課される。
なお、サスペンション・ポイントの規定については各団体によって異なる。
国民体育大会テニス競技では、以下の通りにサスペンション・ポイントが課せられる。ポイントは2年で消滅となるが、その間5ポイントに達すると、発表直後から1年間出場停止が課される。
- 申込書の著しい不備：1
- 理由なく代表者・監督会議に遅刻：2
- 理由なく代表者・監督会議を欠席：4
- 理由なく、開始式・開会式・表彰式を欠席：4
- 参加資格違反による失格：5
- オーダー間違いによる失格：3
- 遅刻による失格（個人）：2
- 遅刻による失格（チーム）：3
- 服装および用具の違反：1
- 服装および用具違反による欠席：2
- コート上の反倫理行為：2
- コート外の反倫理行為（会場内）：2
- 試合における失格：4
- 途中欠場：5
- レフェリーにより認められた失格：1
- ドーピング違反：規程による
- その他倫理規定違反：レフェリーもしくはトーナメント委員会決定

### 相撲
大相撲では、不祥事で出場停止を受けた主な例として次のものがある。
- 2006年（平成18年）7月場所、露鵬が勝負が付いた後の土俵上で千代大海とにらみ合いを演じ、その後取材をしようとしたカメラマンに暴行を加え、負傷させたことから3日間の出場停止。
- 2007年（平成19年）5月場所前、旭天鵬が力士の自動車運転を禁止する規則を破った上に人身事故を起こし夏場所を出場停止となる。
- 2007年（平成19年）7月場所後、横綱朝青龍が骨折を理由に休場しながら無断でモンゴルに帰国、さらにサッカーをしている様子が映像で日本全国に流れるという大騒動を起こし、9月場所・11月場所の2場所を出場停止。
- 2010年（平成22年）7月場所では、大相撲野球賭博問題に関して大量処分者が発生し、野球賭博に関与した多くの関取が謹慎、実質的な出場停止となった。特に大嶽親方や大関琴光喜は解雇処分となり、大関以上では前例のない「実質的な永久追放」となった。
  - 2010年（平成22年）7月場所後に賭博関与を認める上申書を出さず、賭博関与が発覚した松谷と同部屋の三段目力士が9月場所・11月場所の2場所を出場停止。
- 2011年（平成23年）2月4日に発覚した大相撲八百長問題でも大量処分者が発生する。協会の調査に対し、八百長行為を認めた力士3名については出場停止2年の処分がくだされている[注 1]。出場停止を受けた3名は即日に引退する意向を明らかにしている。
- 2020年（令和2年）7月場所中、阿炎が新型コロナウイルス感染症が流行している最中にもかかわらず、接待を伴う店に出入りしたことで、感染していた場合の感染拡大を防ぐために、7日目が不戦敗となり、以降は休場した。その後、調査の結果なども踏まえて、翌場所から3場所出場停止が決定された。
- また、不祥事以外による出場停止の有名な例として、1943年（昭和18年）夏場所中に青葉山と龍王山に科されたものがある。これは、この二人が対戦してがっぷり四つに組んで動かず引き分けとなった丁度その日に、連合艦隊司令長官山本五十六戦死のニュースが発表されたことから、相撲協会が軍部に迎合して「敢闘精神不足」として処分したものである。当初無期限だったが力士会の反発が強く2日で解除された。

### 将棋
将棋界では、反則及び当人の不注意による常習的な不戦敗に対する処分としての出場停止の例がある。
- 2005年5月の第13期銀河戦の加藤一二三と阿部隆の対局で加藤が「待った」の反則をしたとして、次回第14期銀河戦への出場停止と対局料没収の処分を科された。なお、この対局は加藤の勝利で、次の対局が終了していたこともあり対局結果の変更はなかった（もともと反則がその場で指摘されずに勝敗が付いた場合は勝敗が優先するのが打ち歩詰め等も含めた原則である）。
- 金沢孝史は2001年から2005年にかけて、対局の遅刻・不戦敗を常習的にし、特に2003年は1年間で3回の不戦敗。2005年8月15日の第54期王座戦の高田尚平戦で通算5回目の不戦敗をしたため、理事会から半年間の公式戦出場停止、次期王座戦の出場停止の処分を科された。
- 2007年8月6日、中田功及び武者野勝巳が対局の日程を勘違いし、第16期銀河戦で予選の当日に対局場に現れず不戦敗となった。両者共に過去20年間で当人の不注意により上述を含め6回不戦敗を犯しており、かねてより所属棋士から対応の甘さを指摘されていた日本将棋連盟は、罰金100万円及び次期銀河戦への出場停止の処分を下した[1]。

なお、1952年の陣屋事件では、第1期王将戦第6局の対局を拒否した升田幸三に対して1年間の対局禁止処分がいったん発表されたが、後に撤回された。

### モータースポーツ
SUPER GTではドライビングモラルハザード制度が存在し、規定点数に達した場合出場停止となる。
また、1995年の世界ラリー選手権にてトヨタが使用車両のセリカに重大なリストリクター違反があったため、1年間の出場停止処分だけでなく1995年シーズンのポイントが剥奪されている。

### 野球
日本のプロ野球（NPB）では、協約違反などの際にコミッショナーや球団から有期の出場停止処分を科されることがある。現行制度では「出場停止選手」としてコミッショナーより公示されることになっているが、球団が独自に科した謹慎処分については公示されないケースもある（埼玉西武ライオンズ時代に出場停止を科された佐藤龍世、山川穂高など）。
ある程度長期に及んだものとしては以下のものがある。
- 1949年にいわゆる「別所引き抜き事件」で巨人の別所毅彦が開幕から2ヶ月の出場停止処分を受けている。
- 東映の山本八郎は1958年と1959年の2年連続で、リーグから無期限の出場停止処分を受けている。1958年5月10日の試合で山本は塁審を蹴飛ばし、同月12日にリーグから無期限の出場停止処分を受けた。このときには処分期間の短縮を要望するファンの署名があり、6月23日に処分が解除された。1959年5月30日の試合で山本は選手間トラブルを起こし、更にはその1週間前にも同僚選手に暴行を加えていたことが判明したため、6月1日より自主的に無期限出場停止を発表後、同月3日にリーグからも無期限の出場停止処分を受けた。こちらは8月31日に処分が解除された[4]。
- 1997年に発覚したプロ野球脱税事件に関わった選手が、1998年の開幕から3週間 - 8週間の出場停止処分を受けている。
- 1998年7月31日、バルビーノ・ガルベスが坪井智哉に本塁打を打たれた後、球審を務めた橘髙淳に向けてボールを投げつけ、シーズン終了まで出場停止処分を受けた。1999年開幕前にに処分は解除されている。
- 2017年7月に巨人の山口俊が泥酔して負傷し、更に暴行事件を起こしたため、8月18日からシーズン終了日（11月30日）まで出場停止処分を受けた[5]。
- 2018年6月、巨人の篠原慎平と河野元貴が、インスタグラムへの不適切な画像投稿を行い、一時的に球団から謹慎処分を受けていた[6]が、同年7月7日付で罰金及び当該シーズン内の無期限出場停止処分が下され[7]、コミッショナー公示された[8]。シーズン終了後に戦力外通告という形で契約解除。
- 2021年8月、日本ハムの中田翔が、エキシビションマッチ（非公式試合）開始前に同僚選手に暴力行為を行ったため、8月11日から解除日未定の出場停止処分を受けた[9][10]。同月20日に巨人に無償トレードされたことで、同日に日本ハム側が科していた出場停止処分が解除された。巨人側は新たに出場停止処分を科すことはなかった[11]。

このほか、暴力行為や審判への侮辱行為による退場処分を複数回受けると、数試合の出場停止処分を科されることがある。また、オールスターゲームに選出された選手が出場辞退すると、オールスター後の10試合の間出場選手登録ができなくなる。
なお、いずれの場合も試合に出られない以上の制約はなく、出場選手登録抹消の状態のままでも問題ない。
MLBではダニー・ガルデラが1946年のリーガ・メヒカーナ・デ・ベイスボル移籍が当時保留条項違反に当たったため5年間の出場停止となった事例がある。なお、MLBでは長期の出場停止となる場合は制限リストに登録される（NPBの制限選手と同様の制度）。
短期の出場停止は25人枠に入った上でなければ消化できない。故障者リストに入れるには出場停止処分を終えてからでなければならず、逆に処分開始時点で故障者リストにいる場合は出場可能になった試合から出場停止処分が課される。
- 2014年、マイケル・ピネダ（ニューヨーク・ヤンキース）が背中の故障のために故障者リストに入れようとしたが、直近の登板で不正投球により10試合の出場停止処分を受けたため、終了まで故障者リストに入れられない事態に陥った[12]。
- 2017年のワールドシリーズで、ユリエスキ・グリエル（ヒューストン・アストロズ）がダルビッシュ有（ロサンゼルス・ドジャース）に対して差別的な態度を取ったとして2018年シーズン開始から5試合の出場停止処分が課されたが、開幕前に負傷。処分は復帰後に科された[13]。

### その他の競技
社会人スポーツの場合、チームを移籍する際に前所属の同意が得られなければ1年間の出場停止となる場合がある。また、追加登録締め切り後は同意あるなし関係なくシーズン終了まで出場が不可能となる。出場停止の対象は主にリーグ戦であり、リーグ戦以外の公式戦（カップ戦など）には出場可能である場合が多い。
学生スポーツにおいても、転校すると転居・廃校などの理由がない限り一定期間出場停止となる場合が多い。
マジック・ザ・ギャザリングでも、一定の処分を受けた場合に資格停止の追加処分が行われる場合がある。多くは警告の累積により半年程のものとなるが、大きなイベントで失格処分となった場合は1年以上の長期（極めて悪質な場合は永久追放）に及ぶ場合もある。資格停止となったプレイヤーは、小規模なイベントであっても認定イベントには一切参加できない。
また、商品の内容を漏洩したとして2年近くに及ぶ資格停止を受けたプレイヤーも存在する。